# Вагапов Андрій Володимирович
Вагапов Андрій Володимирович (нар. 21 лютого 1982; Одеса, Одеська область, Українська РСР, СРСР) — український політик та громадській діяч, підприємець, військовослужбовець Збройних Сил України (2022 — 2023 рр). Депутат Одеської Міської Ради партії «Європейська солідарність», керівник Громадської Організації "Оборона Одеси"
Депутат Одеської Міської Ради VIII скликання (2020—...). Засновник добровольчого Батальйону "Оборона Одеси. Народжені в боях", та Громадської Організації Національного Спротиву "Оборона Одеси", один зі співзасновників та керівник "Всеукраїнської програми реабілітації воїнів АТО за допомогою дельфінотерапії".  Був членом координаційної Ради при Національній Поліції України в Одеській області (2016—2018). Один з лідерів Революції Гідності в Одеській області.
Вагапов Андрій Володимирович — розкрив схему "кришування " наркообігу співробітниками правоохоронних органів, брав участь у захисті України під час повномасштабного вторгнення

## Біографія
Андрій Володимирович Вагапов народився 21 лютого 1982 року в місті Одеса, Україна.

## Освіта
Наразі закінчує навчання в Одеському Національному Економічному Університеті.

## Сім'я
Матір Вагапова Раїса Сергіївна (1951 року народження), працювала зварювальником на будівництві, та потім ваговиком на ДСК-2
Батько Вагапов Володимир Абдулханович (1951-2017) працював викладачем в Одеській Морській Академії. Займався науковою діяльністю, винахідник, мав 18 винаходів, які використовуються у суднобудівництві. Брав участь у проєктуванні вітрильного судна "Дружба" та потім працював на ньому головним механіком.
Андрій Вагапов перебуває у відносинах з Альбіною Долгушиною. Вона лікарка у другій дитячій міській поліклініці Одеси, учасниця громадської організації "Оборона Одеси - Народжені в боях", помічниця Андрія в міській раді Одеси.
У Вагапова є дочка від першого шлюбу — Маргарита 2010 року народження, яка проживає з батьком.

## Кар'єра
У період революції Гідності Вагапов очолював в Одесі переговорну групу "Майдан за мир". Був військовим волонтером: безкоштовно тренував сили самооборони та військових, возив допомогу військовим на фронт.
До проведення реформи поліції Андрій займався громадським патрулюванням, брав участь у затриманні злочинців. Під час проведення реформи Вагапов навчав патрульну поліцію. Його запрошували до координаційної ради при Одеському управлінні Нацполіції.
Андрій розкрив схему "кришування" наркообігу працівниками Департаменту протидії наркообігу, та організував спільно з поліцією обшуки у ключових в Україні оптових постачальників наркотичних речовин.
Андрій займався організацією в Одесі та області відпочинку та психологічної реабілітації для дітей, які проживають в зоні бойових дій, дітей військових АТО, а також сімей загиблих воїнів АТО. Для реалізації проєкту він налагодив співпрацю з керівництвом багатьох культурних, навчальних та реабілітаційних установ.
Влітку 2019 року Андрій балотувався до Верховної Ради від партії "Патріот" по 136-му мажоритарному округу (частини Малиновського і Суворовського районів міста Одеси). Однак за Вагапова проголосувало всього 430 виборців (0,52%) і він посів сьоме місце.
З січня 2020 по лютий 2021 року Андрій був керівником програми психологічної реабілітації воїнів АТО за допомогою дельфінотерапії. Заснував власний благодійний фонд.
Восени 2020 року він балотувався одночасно до обласної та міської ради Одеси. Андрій був кандидатом від партії "Європейська солідарність". За результатами виборів Вагапов отримав депутатський мандат міської ради. У VIII скликанні він входить до складу фракції "Європейська солідарність", а також постійної комісії з питань охорони здоров'я.
У вересні 2021 року депутат запропонував ввести в Україні для українців з проросійськими поглядами “паспорт негромадянина”. Такий документ видається російськомовним громадянам в країнах Балтії. Він обмежує їх у ряді прав, в тому числі праві обирати та бути обраним.
На початку повномасштабного вторгнення Андрій приєднався до територіальної оборони. З червня 2022 по березень 2023 року Вагапов був старшим стрільцем 68-го ракетного дивізіону Берегових Артилерійських військ, а потім старшим стрільцем у 10-ї морської авіаційної бригади Військово-Морських сил Збройних сил України. Він брав участь у бойових діях, отримав травмування, та у лютому 2023 року був демобілізований. З березня 2023 року Андрій — пенсіонер ВСУ.

## Напади
За свою принциповість у боротьбі зі злочинністю, і активну громадську діяльність на нього було скоєно декілька замахів на вбивство. Він постійно отримував погрози з боку злочинних угруповань. 
Влітку 2018 року автівку Андрія замінували, а через кілька місяців в нього вистрілили з вогнепальної зброї в ноги. За фактом нападу одеська поліція відкрила кримінальну справу за статтею "Хуліганство". Всього за трьома із замахів на Вагапова відкриті кримінальні провадження.